# خانه اسکوئی
خانه اسکوئی مربوط به دوره پهلوی اول است و در سبزوار، خیابان اسدآبادی، روبروی بیمارستان حشمتیه واقع شده و این اثر در تاریخ ۵ تیر ۱۳۸۴ با شمارهٔ ثبت ۱۱۹۳۵ به‌عنوان یکی از آثار ملی ایران به ثبت رسیده است.